# Medal Pamiątkowy Ochotników Wolnej Francji
Medal Pamiątkowy Ochotników Wolnej Francji (fr. Médaille Commémorative des Services Volontaires dans la France Libre) – francuskie pamiątkowe odznaczenie wojskowe dla ochotników służących w oddziałach Wolnej Francji.

## Historia
W 1946 roku gen. Edgard de Larminat wystąpił z inicjatywą wyróżnienia ochotników walczących w składzie oddziałów utworzonych przez Komitet Wolnej Francji. Odznaczenie takie zostało ustanowione dekretem z dnia 4 kwietnia 1946 roku.
Na podstawie dekretu z dnia 30 grudnia 1957 roku z dniem 7 lipca 1958 roku nadawanie medalu zostało zakończone.

## Zasady nadawania
Medal zgodnie ze statutem był nadawany przez radę medalu osoba, które służyły oddziałach podporządkowanych Komitetowi Wolnej Francji przed dniem 1 sierpnia 1943 roku lub współdziałały z oddziałami Wolnej Francji na terytoriach znajdujących się pod administracją Komitetu Wolnej Francji przed dniem 3 czerwca 1943 roku lub zagranicą przed tą datą.
Medal był nadawany przez radę odznaczenia w latach 1946–1958, w tym czasie wręczono 13 469 medali.

## Opis odznaki
Odznaka odznaczenia wykonana jest ze pozłacanego brązu i ma postać krzyża lotaryńskiego o wysokości 40 mm i szerokości 32 mm.
Na awersie na ramionach krzyża znajduje się napis FRANCE LIBRE (pol. Wolna Francja).
Na rewersie na ramionach krzyża znajduje się daty 18 JUIN 1940 (18 czerwca 1940) i 8 mai 1945 (8 maja 1945).
Medal zawieszony jest na wstążce o szer. 36 mm koloru granatowego, z ukośnymi paskami koloru czerwonego o szer. 2 mm co 4 mm.